# Гиллис, Шон
Шон Винсент Гиллис (англ. Sean Wincent Gillis; род. 24 июня 1962, Батон-Руж, Луизиана) — американский серийный убийца, сталкер и похититель. В течение 10 лет с 1994 по 2004 годы похитил и убил 8 женщин. Его так же называют Убийцей из Батон-Ружа, так как в том же регионе в Батон-Руже орудовал маньяк Деррик Тодд Ли (англ. Derrick Todd Lee).

## Биография
Шон Гиллис родился 24 июня 1962 года в Батон-Руже в католической обычной семье. Отец Норман Гиллис покинул сына после его рождения. Мать Ивонна и его дедушка с бабушкой сами занялись его воспитанием. В школе был тихим, слегка замкнутым, учился средне, но был добрым и немного общительным. В детстве не проявлял склонностей к насилию, любил животных. А в 16 лет он стал нервным, раздражительным и один раз поднял своих соседей поздно ночью, стуча палками по мусорным бакам. Сказал маме, что делал ради удовольствия. Свои первые преступления совершал в 17 лет. Воровал, грабил и курил марихуану в общественных местах. Отделывался условными сроками и штрафами.

## Серия убийств
Свои убийства он совершал из-за стресса, так пояснил Шон Гиллис на суде. Своё первое убийство он совершил в 1994 году. Жертвой стала Энн Брайан (81 год). Гиллис перерезал ей горло и нанёс 50 ножевых ран. Затем он затащил её тело в одну из резиденций и оставил её там. Тело Энн Брайан нашли работники. Затем залёг на дно на 5 лет и продолжил убивать в 1999 году и вплоть до своего ареста. 4 января 1999 года он убивает 29-летнюю Кэтрин Энн Холл. Своё третье убийство совершил 30 мая 1999 года. Жертвой стала 52-летняя Харди Шмидт. Затем в ноябре 1999 года убил Джойс Уильямс (36 лет). Последующие 4 убийства он совершил в период с 2000 по 2004 годы. В тот период также орудовал серийный Убийца Деррик Тодд Ли. В период с 1992 по 2003 годы он проникал в дома и убивал женщин. Он был арестован 27 мая 2003 года по обвинению в серии убийств. Всего было доказано 7 убийств. Тем временем Шон Гиллис убил ещё нескольких женщин.

## Арест Гиллиса
В конце февраля 2004 года нашли восьмую и последнюю жертву Серийного Убийцы из Батон-Ружа. Ею стала 43-летняя Донна Беннетт Джонстон. Преступник изнасиловал, задушил её галстуком и изрезал её. На её теле нашли ДНК, которое принадлежало Шону Гиллису, и 29 апреля 2004 года его арестовали в собственном доме. Ему было предъявлено обвинение в трёх убийствах, но он сознался в убийстве ещё пяти женщин. Его вина была доказана по всем эпизодам. Шон Гиллис признался в убийстве Джойс Уильямс, Лилиан Робинсон, Мэрилин Невилс, Джонни Мэй Уильямс и в убийстве Энн Брайан (убитой в 1994 году). В 2008 году Шона Винсента Гиллиса приговорили к 8 пожизненным срокам без права на досрочное освобождение.

## Жертвы
1. Энн Брайан (81 год) убита 21 марта 1994 года.
2. Кэтрин Холл (29 лет) убита 4 января 1999 года.
3. Харди Шмидт (52 года) убита 30 мая 1999 года.
4. Джойс Уильямс (36 лет) убита 12 ноября 1999 года.
5. Лилиан Робинсон (52 года) убита в январе 2000 года.
6. Мэрилин Невилс (38 лет) убита в октябре 2000 года.
7. Джони Мэй Уильямс (45 лет) убита в октябре 2003 года.
8. Донна Беннетт Джонстон (43 года) убита 26 февраля 2004 года.